# Ekoenergetyka-Polska

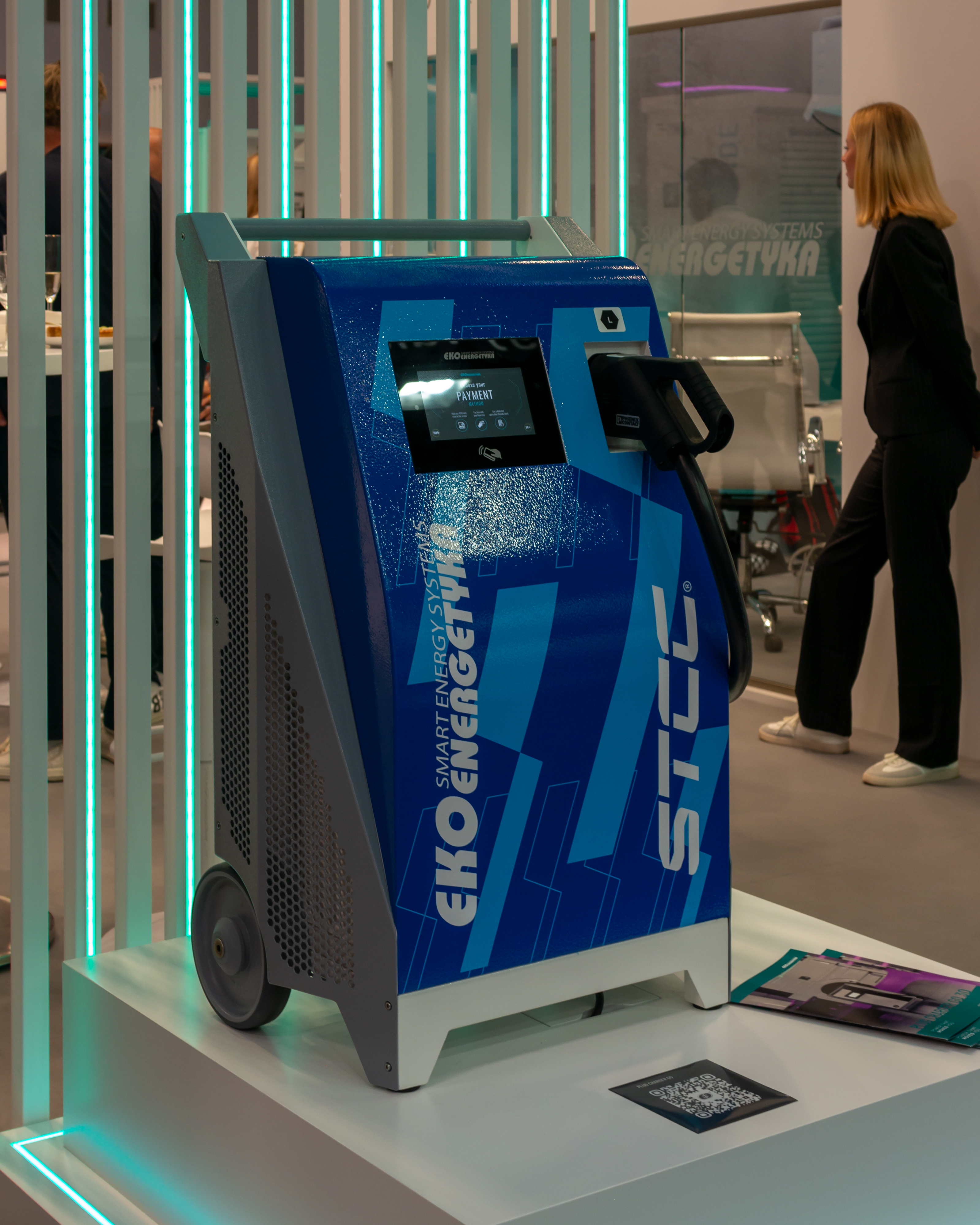
Mobiler Gleichstromlader von Ekoenergetyka

Ekoenergetyka ist ein polnisches Unternehmen mit Sitz in Zielona Góra. Seit der Unternehmensgründung im Jahr 2010 stellt Ekoenergetyka hauptsächlich  Ladeinfrastruktur für E-Busse her. In Polen betreibt Ekoenergetyka auch andere Geschäftsfelder. Unter der Marke Ekoen wurde Anfang 2020 die erste E-Tankstelle in Polen eröffnet. Die Tochterfirma Evity ist ein rein elektrisch betriebenes Taxiunternehmen.